# Pacoti
Pacoti is een gemeente in de Braziliaanse deelstaat Ceará. De gemeente telt 11.519 inwoners (schatting 2009).
De gemeente grenst aan Palmácia, Guaramiranga, Redenção, Baturité en Caridade.